# Atheyna Bylon
Atheyna Bylon est une boxeuse panaméenne née le 6 avril 1989 à Panama.

## Carrière
Atheyna Bylon est une boxeuse panaméenne spécialiste des poids welters puis poids moyens.
À l’âge de 19 ans, Bylon découvre la boxe amateur. Elle participe aux Jeux de 2016 et de 2020 où elle est porte-drapeau de la délégation panaméenne.
Aux Jeux olympiques d'été de 2024, en battant la Polonaise Elżbieta Wójcik, elle s’assure d'une médaille olympique, une première dans l’histoire pour une sportive panaméenne.

## Palmarès

### Jeux olympiques
- 2016 : Huitièmes de finale
- 2020 : Quarts de finale
- 2024 :  Médaille d'argent en poids moyens

### Championnats du monde
- Médaille d'or en poids welters, en 2014, à Jeju, Corée du Sud
- Médaille d'argent en poids moyens, en 2022, à Istanbul, Turquie

### Jeux sud-américains
- Médaille d'or en poids moyens, en 2022, à Asuncion, Paraguay
- Médaille d'or en poids moyens, en 2018, à Cochabamba, Bolivie
- Médaille d'argent en poids moyens, en 2014, à Santiago du Chili, Chili

### Jeux panaméricains
- Médaille d'argent en poids moyens, en 2023, à Santiago du Chili, Chili